# Ardennais baltique
L′Ardennais baltique, ou Ardennais letton, est une race de chevaux issue de l'Ardennais, historiquement élevée dans les pays baltes. 

## Histoire
Il s'agit à l'origine d'un croisement entre des chevaux de traction locaux et des Ardennais. L'existence de cette race est documentée en 1969 par Ian Lauder Masson.

## Diffusion de l'élevage
Propre aux pays baltes, il est désormais éteint,. En effet, la souche importée a été ensuite absorbée par le Letton, le Trait lituanien et le Trait estonien. Seule la souche de l'Ardennais suédois a été conservée.